# Валеријан (историчар)
Валеријан од Кимијеза  (лат. Valerianus Cemeliensis, 5. век) - јужногалски црквени историчар, епископ цемелски.
451. године потписао је писмо галских бискупа папи Лаву I.

## Биографија
Валеријан је био епископ Семенелума, сада Цимиез (област Нице). Цеменелум је био главни град римске провинције Алпе-Маритимес.
Мало се зна о његовом животу. Учествовао је у више помесних сабора (Риез, 439; Ваисон, 442; Арл, између 449. и 461.) и његово име се појављује међу потписницима и примаоцима разних писама које су размењивали епископи Провинције и папа Лав I.
Књижевна историја Француске посвећује му једно поглавље.
Аутор дела 29 проповеди аскетског садржаја и „Епистола ад монацхос“, које су објавили Жак Сирмон (Париз, 1612) и Рејналд (Лион, 1633) и прештампао Мин у „Патрологиа Латина“, књ. 52, стр -758.  